# Zgłębnik Lintona-Nachlasa
Zgłębnik Lintona-Nachlasa, zgłębnik Lintona (ang. Linton-Nachlas tube) – rodzaj zgłębnika z balonem wprowadzanego do żołądka przez nos lub jamę ustną i stosowanego w niektórych ośrodkach w leczeniu zachowawczym izolowanego krwawienia z żylaków dna żołądka.
W odróżnieniu od dwubalonowego zgłębnika Sengstakena-Blakemore’a posiada on tylko jeden balon, który po umieszczeniu w żołądku napełniany jest powietrzem do objętości 400–600 ml. Po podciągnięciu zgłębnika w kierunku wpustu i obciążeniu go ciężarkiem o masie 250 g dochodzi do ucisku żylaków znajdujących się w dnie żołądka przez balon i zahamowania krwawienia na zasadzie tamponady.
Zgłębnik Lintona-Nachlasa stosowany był również do tamowania krwawienia z żylaków przełyku. W piśmiennictwie można spotkać pogląd, że w tym wypadku korzystniejsze jest zastosowanie zgłębnika Sengstakena-Blakemore’a, choć nie wszystkie badania to potwierdziły.